# Death Wish V: The Face of Death
Death Wish V: The Face of Death (bra: Desejo de Matar 5) é um filme policial americano de 1994, dirigido por Allan A. Goldstein e protagonizado por Charles Bronson.
Último da série cinematográfica Death Wish, que teve anteriormente os seguintes filmes: Death Wish, Death Wish II, Death Wish 3 e Death Wish 4: The Crackdown.

## Sinopse
Paul Kersey, o vingador da série "Death Wish", abandonou há anos a sua carreira de vigilante para viver sob nova identidade. Após travar um combate de morte e sangue nas cidades de todo o país, se mudou novamente para Nova York e assumiu um novo emprego como professor universitário. Porém, quando Olivia Regent (Lesley Anne), sua linda noiva estilista é assassinada e a filha dela é colocada em perigo pelo ex-marido e chefe da máfia irlandesa Tommy O'Sheay, que usa as fábricas de roupas para lavar dinheiro sem que a justiça consiga detê-lo, Paul volta à inescrupulosa guerra das ruas. Um a um Paul caça os criminosos e mais uma vez, fazer justiça com as próprias mãos se transforma em seu modo de vida. E desta vez, é para sempre...

## Elenco
- Charles Bronson como Paul Kersey
- Lesley-Anne Down  como  Olivia Regent
- Michael Parks como Tommy O'Shea
- Chuck Shamata como Sal Paconi
- Kevin Lund como Chuck Paconi
- Robert Joy como Freddie 'Flakes'
- Saul Rubinek como Tony Hoyle
- Miguel Sandoval como Hector Vasquez
- Kenneth Welsh como o tenente Mickey Rei
- Lisa Inouye como Janice Omori
- Erica Fairfield como Chelsea Regent
- Jefferson Mappin como Big Al
- Michael Dunston como Reg
- Claire Rankin como Maxine
- Sharolyn Sparrow como Dawn